# 5th Avenue/53rd Street
5th Avenue/53rd Street is een station van de metro van New York aan de Queens Boulevard Line in het stadsdeel Manhattan. De lijnen  maken gebruik van dit station.
 ·  ·  ·  ·  ·  ·  ·  ·  · 